# Заєць-толай
Заєць-толай, заєць пісковик, толай (Lepus tolai) — вид ссавців ряду Зайцеподібні.

## Поширення
Країни проживання: Афганістан, Китай (Аньхой, Пекін, Ганьсу, Гуйчжоу, Хебей, Хейлунцзян, Хенань, Хубей, Хунань, Цзянсу, Цзянсі, Цзілінь, Ляонін, Nei Mongol, Нінся, Цинхай, Шеньсі, Шаньдун, Шаньсі, Сичуань, Синьцзян, Юньнань); Іран, Казахстан, Киргизстан, Монголія, Росія, Туркменістан, Узбекистан. Мешкає в напівпустелях, степу, кам'янистих місцях проживання, і лісових галявинах. Цей вид має ареал, проте, як правило, від 600 до 900 метрів над рівнем моря.

## Поведінка
Це нічний вид. Раціон складається з коренів, трави та інших трав'янистих рослин. Риє неглибокі нори за допомогою передніх лап.
Буває 2—3 виводки на рік, 2—6 зайченят у кожному.

## Морфологічні ознаки

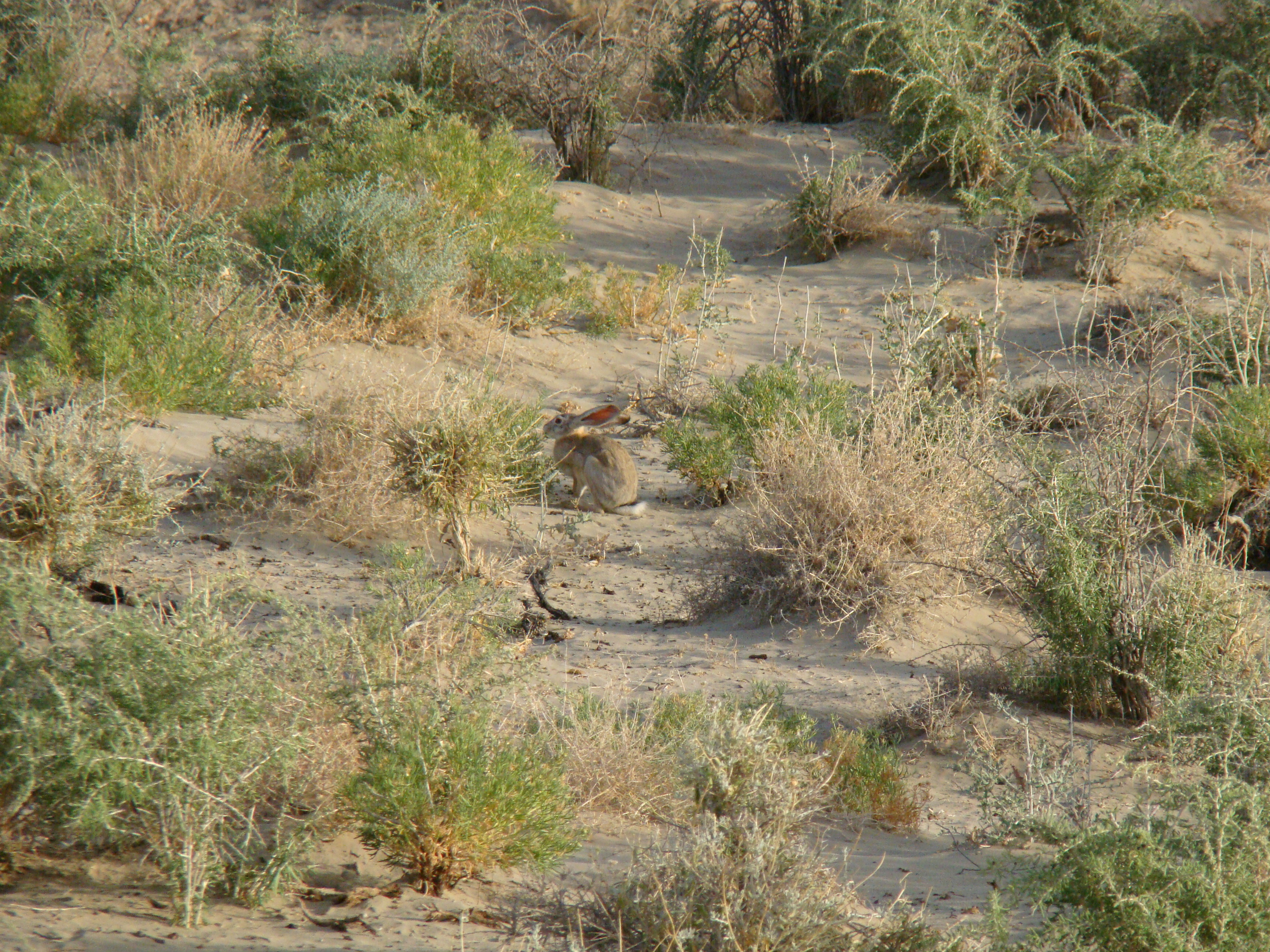
Заєць-толай у Казахстані

Довжина голови й тулуба 40–59 см, вага від 1650 до 2650 грамів, задні лапи мають довжину 110–127 мм, вуха 83–120 мм, хвіст 72–110 мм. Колір залежить від місця проживання. Колір спинного хутра варіює від жовто-піщаного до світло-коричневого, темно-жовтого, сірого і темно-коричневого і може мати червонувато-коричневі смуги. Стегна також можуть бути сірими або вохровими. Хвіст кольору тіла і має широку від темно-коричневого до чорного смугу на зверху. Живіт і частина тіла з боків білуваті. Очі мають сіро-білу облямівку.